# Danuta Konkalec
Danuta Daniela Konkalec, później Stołek (ur. 7 września 1955 w Jastarni) – polska wioślarka, olimpijka z Montrealu 1976.
Wychowanka KW Wisła Grudziądz, potem zawodniczka stołecznego AZS-AWF w latach 1971-1977. Sześciokrotna mistrzyni Polski:
- w latach 1973-1975 w ósemce[2].

W latach 1974-1975 zdobyła srebrne medale mistrzostw Polski w czwórce.
Jako członek osady ósemek reprezentowała Polskę w mistrzostwach świata w roku:
- 1974, podczas których Polska osada zajęła 6. miejsce (partnerkami były: Anna Kucowska, Izabella Rokicka, Róża Data, Ryszarda Marek, Anna Brandysiewicz, Maria Stadnicka, Hanna Pracharczyk, Magdalena Drążewska (sternik)),
- 1975, podczas których Polska osada zajęła 8. miejsce (partnerkami były: Aleksandra Bartłomowicz, Ryszarda Marek, Anna Brandysiewicz, Izabella Rokicka, Maria Stadnicka, Róża Data, Bogusława Kozłowska, Magdalena Drążewska (sternik)).

Uczestniczka mistrzostw Europy w roku 1973 w osadzie ósemek. Polki zajęły 6. miejsce (partnerkami były: Izabella Rokicka, Monika Prymicka, Barbara Kocerka, Anna Kucowska, Róża Data, Anna Jurczak, Anna Brandysiewicz, Magdalena Drążewska (sternik)). 
Na igrzyskach olimpijskich w roku 1976 w Montrealu wystartowała w ósemkach (partnerkami były:Anna Brandysiewicz, Bogusława Kozłowska, Barbara Wenta, Aleksandra Kaczyńska, Róża Data, Maria Stadnicka, Mieczysława Franczyk, Dorota Zdanowska (sternik)). Polska osada zajęła 7. miejsce.